# E262 (ruta europea)
La ruta europea  E262  és una part de carretera de la Xarxa de carreteres europees. Comença a Kaunas, Lituània i acaba a Ostrov, Pskov Oblast, Rússia. La secció de Lituània des de Kaunas fins a la frontera amb Letònia, a prop de Zarasai, porta el nom de la  A6.

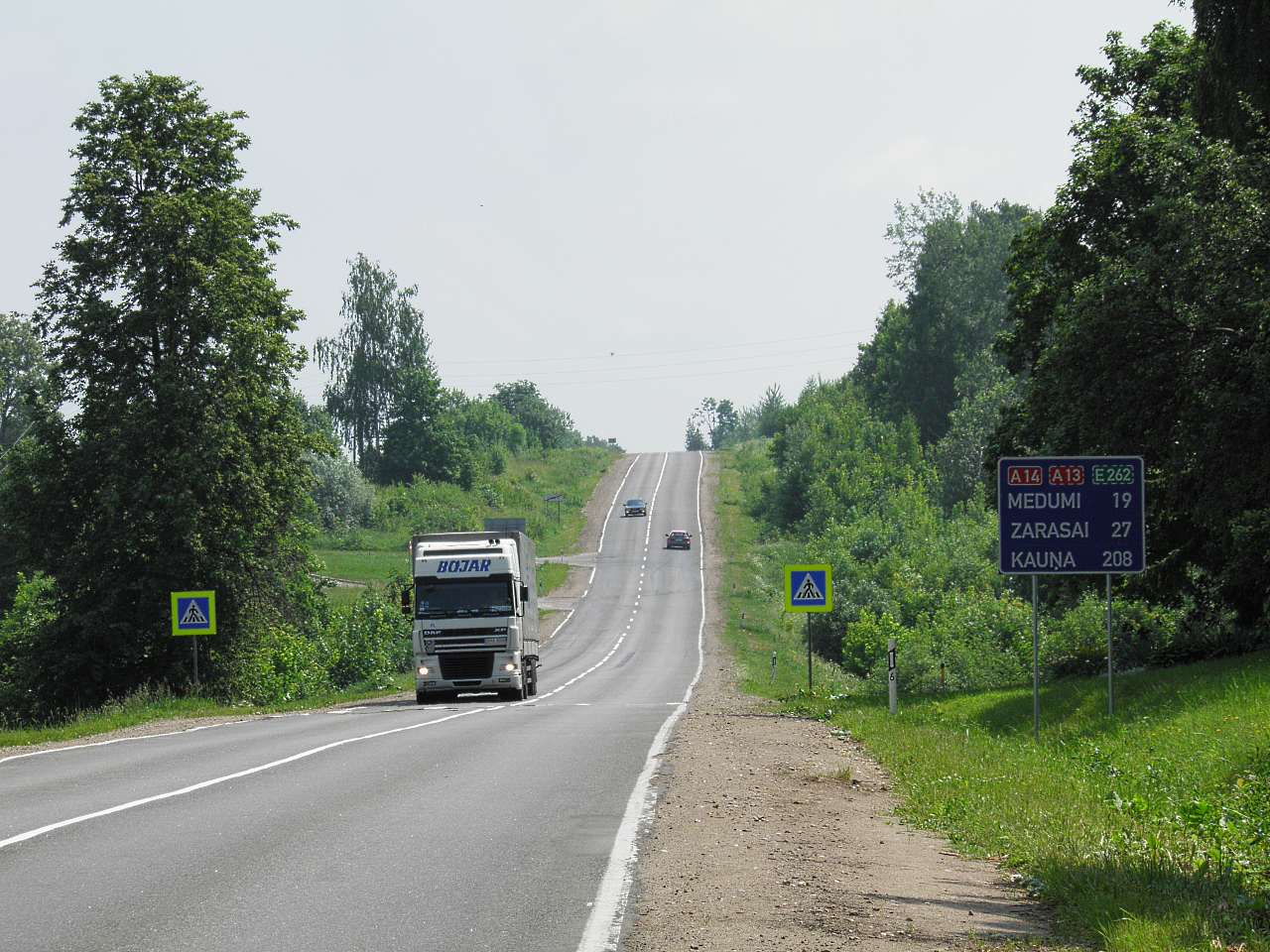
A14 a prop de Svente, Letònia

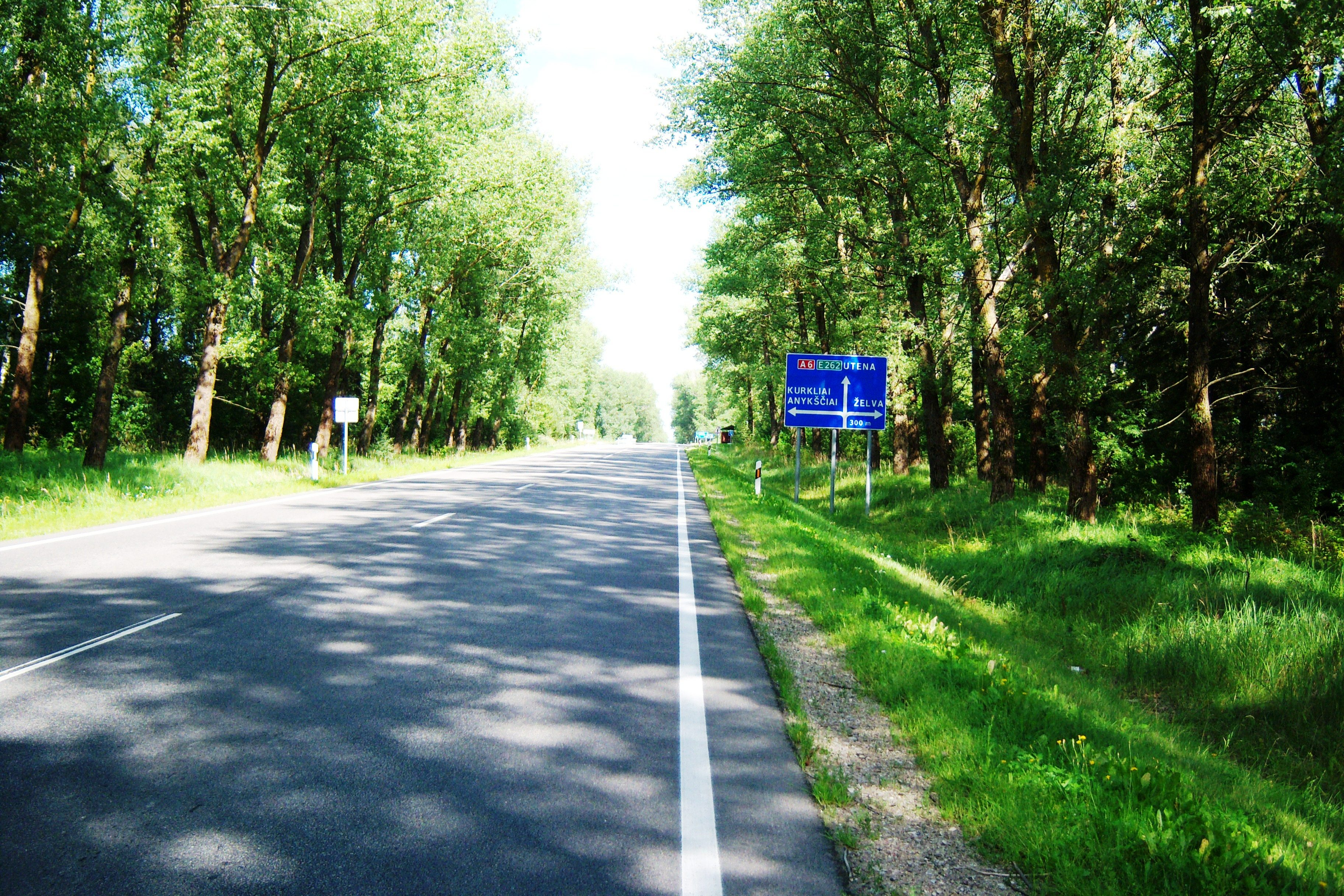
Carretera A6 entre Kurkliai, Lituània

El camí segueix per: Kaunas - Ukmergė - Daugavpils - Rēzekne - Ostrov.